# Legend (film, 1985)
Pour les articles homonymes, voir Legend.
Pour plus de détails, voir Fiche technique et Distribution.
Legend est un film américano-britannique réalisé par Ridley Scott et sorti en 1985.
Le film mêle aventures, fantastique et romance. À sa sortie, il est plutôt mal accueilli par la presse et est un échec commercial. Au fil du temps et notamment grâce à la sortie d'une version director's cut, Legend devient un film culte.

## Synopsis
Dans un monde onirique et fantastique où la paix et l'harmonie sont maintenues grâce à la magie d'un couple de licornes, vivent la princesse Lili et Jack, un jeune homme pour qui la nature semble n'avoir aucun secret. Dans cette contrée, le démon Darkness, tapi dans l'obscurité, n'attend qu'une occasion pour s'emparer des licornes et les tuer, ce qui engendrera une nuit éternelle. Les gobelins, ainsi que l'amour que Jack porte à sa princesse lui seront d'une grande aide. Jack, avec l'aide de lutins et d'une fée capricieuse, devra tout faire pour rétablir ce qu'il a contribué à détruire, et ce avant qu'il ne soit trop tard.

## Fiche technique
Sauf indication contraire, les informations mentionnées dans cette section peuvent être confirmées par la base de données cinématographiques IMDb,  présente dans la section « Liens externes ».
- Titre original et français Legend
- Réalisation : Ridley Scott
- Scénario : William Hjortsberg
- Musique : Jerry Goldsmith (version européenne et director's cut), Tangerine Dream (version américaine)
- Décors : Leslie Dilley et Assheton Gorton
- Costumes : Charles Knode
- Photographie : Alex Thomson
- Montage : Terry Rawlings
- Production : Tim Hampton et Arnon Milchan
- Sociétés de production : Embassy International Pictures, 20th Century Fox, Universal Pictures
- Société de distribution : Universal Pictures
- Budget : 25 000 000 $US[2]
- Pays de production :  Royaume-Uni,  États-Unis
- Langue originale : anglais
- Genre : aventures, fantastique (dark fantasy), romance
- Durée : 94 minutes (version internationale), 114 minutes (director's cut), 90 minutes (version américaine)
- Dates de sortie[3] :
  - France : 28 août 1985
  - Royaume-Uni : 13 décembre 1985
  - États-Unis : 18 avril 1986

## Distribution
Note : Certains personnages sont interprétés par des hommes puis doublés en français par des femmes et vice-versa.
- Tom Cruise (VF : Luq Hamet) : Jack
- Mia Sara (VF : Agathe Mélinand) : la princesse Lily
- Tim Curry (VF : Igor De Savitch) : Darkness
- David Bennent (VO : Alice Playten ; VF : Luq Hamet) : Gump
- Alice Playten (VF : Roger Crouzet) : Blix
- Billy Barty (VF : Georges Aubert) : Timbré (Screwball en VO)
- Cork Hubbert (VF : Yves Barsacq) : Boule de poil (Brown Tom en VO)
- Peter O'Farrell (VF : Henry Djanik) : Pox
- Kiran Shah (VF : Philippe Peythieu) : Blunder
- Annabelle Lanyon : Oona
- Robert Picardo (VF : Paule Emanuele) : Meg Mucklebones
- Tina Martin (VF : Francine Lainé) : Nell
- Ian Longmur : un démon
- Mike Crane : un démon
- Liz Gilbert : la robe noire dansante
- Mike Edmonds : Tic

## Production

### Développement
Ridley Scott a l'idée de Legend après le tournage en France de son premier long métrage Les Duellistes, alors que certains de ses projets, dont Tristan et Yseult, ne se concrétisent pas. Il préfère ensuite se focaliser sur Alien, puis sur Dune, qui sera finalement réalisé par David Lynch. Déçu par ses projets non concrétisés, il souhaite revenir à son idée de conte mythologique. Il se replonge alors dans cette littérature, notamment les contes des frères Grimm. Ridley Scott souhaite cependant que le scénario soit original et basé sur aucune histoire connue. Il découvre alors l’œuvre de William Hjortsberg, qui a déjà plusieurs ébauches de scénarios. L'auteur est d'emblée séduit par l'idée du réalisateur. Ils évoquent alors le film La Belle et la Bête de Jean Cocteau comme influence, ainsi que les films d'animation Disney Blanche-Neige et les Sept Nains, Fantasia et Bambi.
En janvier 1981, peu de temps avant le début du tournage principal de Blade Runner, Scott et Hjortsberg passent cinq semaines à élaborer une histoire, provisoirement intitulée Legend of Darkness. Une fois ce film achevé, le réalisateur revient sur le projet et avec le scénariste procède à de nombreuses réécritures,.

### Attribution des rôles
Les noms de Jim Carrey, Johnny Depp et Robert Downey Jr. ont été évoqués pour le rôle de Jack. Ridley Scott envisageait par ailleurs Richard O'Brien pour incarner Meg Mucklebones.
Pour le rôle de Darkness, Ridley Scott pense dans un premier temps à Peter O'Toole dont les yeux clairs pourrait imposer des attraits intéressants au personnage. Mais l'acteur étant jugé trop maigre et trop pâle, le réalisateur y renonce. Aussi, lorsqu'il visionne le film The Rocky Horror Picture Show pour rechercher une actrice susceptible d'incarner la sorcière Meg, Ridley Scott découvre Tim Curry (incarnant le transsexuel Frank-N-Furter dans ledit film) dont le charisme, le jeu physique et théâtral attire l'attention. Le réalisateur décide sans hésiter de le choisir tandis que le rôle de la sorcière est finalement confié à Robert Picardo.

### Tournage
Le tournage débute le 26 mars 1984. Entièrement tourné en studio, le film subit de nombreux problèmes, dont l'incendie du plateau 007 des Pinewood Studios, le 27 juin 1984, qui détruit l'un des gigantesques décors principaux (celui de la forêt) et obligea le réalisateur à revoir l'agencement de certaines séquences.
Le maquilleur Rob Bottin conçoit pour l'occasion un nouveau type de maquillage, à base de silicone, permettant une meilleure expression faciale des comédiens.
De son côté, Tim Curry vit un calvaire quotidien en subissant plus de dix heures de maquillage durant lesquelles il se retrouve le visage recouvert de prothèses. Les immenses cornes en fibre de verre sont insérées sur un bonnet recouvrant le crâne de l'acteur. Leur poids, cependant, fait qu'elles ne cessent de tomber. Dans un premier temps, Rob Bottin met en place une fixation par un harnais, les solidarisant ainsi au corps de Tim Curry. Mais ce dernier, déjà bien gêné dans ses mouvements, refuse ce système et se contente donc de remonter ses cornes entre chaque prise.
Par ailleurs, pour donner une stature plus imposante à Darkness, Tim Curry se retrouve affublé d'échasses qui sont ensuite camouflées par divers attributs comme du crin de cheval, des pans de tissus ou encore des grappes de fruits.

## Accueil
Legend reçoit un accueil critique mitigé, recueillant 48 % de critiques positives, avec une note moyenne de 5,2/10 et sur la base de 21 critiques collectées par le site agrégateur Rotten Tomatoes.
Le film est un échec commercial, rapportant environ 15 502 000 $ au box-office en Amérique du Nord pour un budget de 25 000 000 $. En France, il a réalisé 765 156 entrées.

## Distinctions
- En compétition pour le Lion d'or à la Mostra de Venise 1985
- Prix de la meilleure photographie, lors de la British Society of Cinematographers 1985[11].
- Nomination au prix des meilleurs costumes (Charles Knode), meilleurs maquillages (Rob Bottin et Peter Robb-King) et meilleurs effets spéciaux (Nick Allder et Peter Voysey), lors des BAFTA Awards 1986.
- Nomination à l'Oscar des meilleurs maquillages (Rob Bottin et Peter Robb-King) en 1987.
- Nomination au prix des meilleurs maquillages (Rob Bottin et Peter Robb-King) lors de l'Académie des films de science-fiction, fantastique et horreur 1987.

## Différentes versions
Il existe au moins trois montages du film, proposant notamment des fins légèrement différentes :
- Un montage européen, d'une durée de 93 minutes, avec notamment la musique de Jerry Goldsmith[8]. Le film se termine par Jack et Lily s'embrassant, devant les licornes réunies, puis courant ensemble vers le soleil couchant.
- Un montage américain de 89 minutes, que le réalisateur ne reconnaîtrait que du bout des lèvres[8], où la musique de Jerry Goldsmith a été remplacée par des compositions du groupe Tangerine Dream. Plus axé sur l'action, cette version comporte notamment un long texte de préambule présentant les personnages et dévoilant la morale de l'histoire. Une scène d'introduction montre des créatures sur une table de torture et Darkness de face dès le début du film, avec des yeux et ongles phosphorescents, alors que dans la version européenne son apparence physique n'est dévoilée qu'à la 76e minute (lorsqu'il apparait face à Lily qui s'évanouit aussitôt). Dans un dernier plan supplémentaire, le visage de Darkness apparait ricanant depuis l'espace[12],[13].
- Un montage director's cut de 114 minutes, sorti en 2002 en DVD. Plus proche du montage européen avec notamment la musique de Jerry Goldsmith, le film se termine par une déclaration d'amour entre Jack et Lily, celle-ci offrant à Jack sa bague comme « une part d'elle-même », mais chacun retourne vivre sa vie et ils se promettent de se revoir dès le lendemain. Les derniers plans montrent Jack retrouvant sa forêt et partant seul vers le soleil couchant.

## Postérité
Shigeru Miyamoto, créateur de la saga vidéoludique The Legend of Zelda, a déclaré que le film lui aurait servi d’inspiration pour la célèbre saga de jeu vidéo.